# مهاب (اسم)
مهاب هو اسم علم مذكر من أصل عربي، ومعناه هو مصدره الهيبة، وهو ذو المقام العزيز الوقور، مؤنثه مهابة.

## شخصيات تحمل الاسم
- مهاب سعيد (لاعب كرة قدم مصري، 11 أغسطس 1987 – )
- مهاب مميش (عسكري مصري، 6 أغسطس 1948 – )

## وصلات خارجية
- موسوعة السلطان قابوس لأسماء العرب